# 文化帝国主義
文化帝国主義（ぶんかていこくしゅぎ、英: Cultural imperialism）とは、ある国の文化または言語を別の国に植えつけ、発達させ、他文化、言語との差別化を図るなどの政策方針、あるいはその行為そのものを指す。通常、文化を植え付けるのは経済的にまたは軍事的に強大な国（列強、先進国）で、後者は小国、あまり力を持たない国（開発途上国）である。文化帝国主義は、有効でかつ正式な政策、または一般的な態度としての形態をとることができる。この用語は、通常、非難的な意味合いで用いられ、外国の影響を拒絶する際に使われることが多い。

## 理論と論争
文化帝国主義は多数派による文化変容の強制とされる一方で個人の自由意志に基づく外国文化の自発的な受容にも当てはまる可能性がある。これら二つの解釈が存在するためにこの用語の妥当性が問題にされることがある。この用語は個々の会話によって理解のされ方が様々である。
文化的影響は文化の「受容」を文化的アイデンティティーの危機ととるかその濃密化と捉えるかに解釈が分かれる。従って文化帝国主義を論じるにあたってはこれらが文化の優位性に対して能動・受動的態度を取るかを論じるものなのか、あるいは外来物に存在し、自国文化の産物には部分的に欠けていると考えられる価値を補完しようとする文化的地位や人々について語るものなのかを区別するほうがよい。
外来の産物やサービスは例えば消費主義などのような特定の価値観を表す、もしくは連想させることがある。文化の受容が必ずしもそういうことを連想させるということはないが、外来品やサービスを使用することで外来文化を受動的に吸収している。外来文化の受容が持つこのような特質はしばしば隠れがちではあるが、先にあげたような効力が強いため、専門家の中ではこの仮説を「古めかしい帝国主義」と評する者もいる。また、他方では20世紀終盤から21世紀初頭にかけての新たなグローバル経済においては新しい情報技術を利用することで文化受容の過程がますます容易になってきている、と論じる研究者もいる。この類の文化帝国主義は、いわゆる「ソフト・パワー」から生じるものである。電子植民地主義の理論は単なる問題から全世界的・文化的問題かつ主要マルチメディアの複合企業の影響力にまで波及する。またそのような企業はディズニーやマイクロソフトに至るまでの大方アメリカ合衆国の巨大コミュニケーション企業の有力な権力に焦点を当てている。

### ガヤトリ・チャクラヴォルティ・スピヴァク
自ら、"practical Marxist-feminist-deconstructionist"（実用的なマルクス主義フェミニスト解体主義者）と称する ガヤトリ・チャクラヴォルティ・スピヴァクは、 A Critique of Postcolonial Reason: Towards a History of the Vanishing Present (1999) , Other Asias (2005) , Can the Subaltern Speak? (1988)(「サバルタンは語ることができるか？」) などの「植民地主義の遺産」に挑戦する多くの著作を発表している 。
スピヴァクは、「サバルタンは語ることができるか？」で、サティの西部での一般的な表現が、関係者以外の書き手（特に英語の植民者とヒンズー教の指導者）によって支配されているとして批判している。スピヴァクは、このためにサティに参加しているコミュニティに関心を持つサバルタンは、自分の声で自分自身を表現することはできないと主張している。スピヴァクは、文化帝国主義には、社会的階層が低い特定の集団の知識と教育様式の権利を奪い消去する力があると述べている 。
スピヴァクは、「サバルタンは語ることができるか？」を通して、とりわけ、カール・マルクス、ミシェル・フーコー、ヴァルター・ベンヤミン、ルイアル・チュセール、ジャック・デリダ、エドワード・サイードの著作を引用している。
スピヴァクは、 A Critique of Postcolonial Reason の中で、西洋哲学には、サバルタンを言説から排除する上に、完全に人間の主題の空間を占めることを許可しないという歴史があると主張している。

## 歴史
この概念は古代ギリシャにおける競技場、劇場、公衆浴場などの文化が被征服地などで根付き、当地において人々がその慣習に浸ったことに端を発す。当時のギリシャ共通語であるコイネーの浸透によってギリシャ文化が行き渡ったことも大きな要因と言えよう。
近代になると、欧州列強がアメリカに進出、植民地化の速度を上げるにつれ、スペイン、ポルトガル、フランス、イギリス、オランダなどのヨーロッパ各国が自国の経済力を増大させることを目論み、競って領地獲得に名乗りを上げた。こうしてできた植民地において欧州列強は自国の文化や言語を強要した。19世紀の帝政ロシアやソ連もロシア語などを浸透させる活動を行っている。
文化帝国主義の例として、1549年のコーンウォールの反乱（祈祷書反乱）が挙げられる。この反乱ではエドワード6世が制定したイギリス一般祈祷書(「共通祈祷書」とも)が英語で書かれたものであり、非英語話者を抑圧するものだったという主張がある(統一法参照)。英語がラテン語にとってかわり、カトリックへの圧力とみられる動きの中で英語が教会の言語として強要されるようになった。これは英語が国民言語となるよう意図したものである。当時、コーンウォールでは英語はほとんど話されず、理解する者も少なかったからである。
一方でイスラム教信者によって征服された地域はアラビア言語や文化が流布した。モロッコからインドネシアに至る広範な地域において現地の様々な言語、宗教、建築技術、習慣、果ては名称に至るまでもアラブ・イスラム文化と融合された。この例としてはイスタンブールのハギア・ソフィア聖堂が著名である。当初は聖堂、すなわちキリスト教教会がモスクへと改宗、転用されたのである。非ムスリムの地と経済、政治、文化の面において日常的に接触・交流を維持してきた多くの場所でこの伝統の維持を求め、なりの独立運動がおこった。その例としては現存し、今でも継承されているベリーダンスが挙げられる。イスラーム支配地では謙虚さや礼儀を重んじる厳格な規則に従ってタブー視される行為ではあるが、中東のいたるところで散見される。ただし、非ムスリム世界との接触から孤立し続けていた地域ではこうした現存文化への寛容度は低かった。アフガニスタンやサウジアラビアのように相当厳格なイスラム法が（しばしば曲解される程度にまで）施行される地域などがそれである。アラビア語の導入を通し文化や教育制度に至るまでにおいても文化帝国主義的な様相が見られる。
アラビア語の普遍化は預言者ムハンマドが現われた紀元後7世紀より現在にわたってアラビア語のイスラーム聖書 クルアーンに記されている内容・言語ともにどんなに些細な変化もなかった、というイスラーム伝統の事実によって部分的に説明がなされる。さらに言えばイスラームの伝統はクルアーンを隠喩的で三種類の語から由来する言語であるアラビア語から他言語に翻訳することで言葉の意味のニュアンスに変化が生じてもおかしくないのではないかという問題も抱えている。このようにイスラーム教がどこまで普及してもその信者たちはクルアーン研究のために古典アラビア語を習得することが奨励されている。

### 古代ギリシャ
古代ギリシャ人は、貿易と征服を通じて地中海と近東に文化を広めたことで知られている。アルカイック期には、急成長を遂げたギリシャの都市国家が、地中海全域、特にシチリア島とイタリア南部に集落と植民地を設立し、この地域のエトルリア人とローマ人に影響を与えた。紀元前4世紀後半、アレキサンダー大王はペルシャとインドの領土をインダス川渓谷とパンジャブまで征服し、その過程でギリシャの多神教、芸術、科学を広めた。その結果、エジプト、中東、中央アジア、インド北西部にギリシャの文化と先住民の文化が融合したヘレニズムの王国や都市が台頭した。ギリシャの影響は、科学と文学において、中東の中世のイスラム教徒の学者が科学の学習のためにアリストテレスの著作を研究したことで、さらに長く普及した。

### アメリカナイゼーション
マクドナルド化やディズニー化、コカ・コロニゼーションなどの用語は、欧米文化の影響の広がりを表す造語である。
米国とそのポップカルチャーの影響を受ける国はたくさんある。たとえば、「ノリウッド」と呼ばれるナイジェリアの映画産業は、世界2位の規模で、毎年米国よりも多くの映画を制作し、アフリカ全土で上映されている。欧米文化の影響の広がりを説明する別の用語は「ハリウッド化 "Hollywoodization"」である。これは、ハリウッド映画が観客に影響を与えることで、アメリカ文化が広められることを指す語である。